# Physeter
A Physeter az emlősök (Mammalia) osztályának párosujjú patások (Artiodactyla) rendjébe, ezen belül az ámbráscetfélék (Physeteridae) családjába tartozó típusnem.

## Rendszerezés
A nembe az alábbi 1 élő faj és 2 fosszilis faj tartozik:
- †Physeter antiquus - kora pliocén; Franciaország[2]
- nagy ámbráscet (Physeter macrocephalus) Linnaeus, 1758 - típusfaj; kora pliocén-jelen; Világszerte[3]
- †Physeter vetus - késő pliocén; Grúzia[4]

## Fordítás
- Ez a szócikk részben vagy egészben  a   Physeter című angol Wikipédia-szócikk ezen változatának fordításán alapul.  Az eredeti cikk szerkesztőit annak laptörténete sorolja fel. Ez a jelzés csupán a megfogalmazás eredetét és a szerzői jogokat jelzi, nem szolgál a cikkben szereplő információk forrásmegjelöléseként.